# Poecilominettia ungulata
Poecilominettia ungulata är en tvåvingeart som beskrevs av Edward Broadhead 1989. Poecilominettia ungulata ingår i släktet Poecilominettia och familjen lövflugor.
Artens utbredningsområde är Panama. Inga underarter finns listade i Catalogue of Life.